# Saint-Blaise (Haute-Savoie)
Saint-Blaise település Franciaországban, Haute-Savoie megyében. Lakosainak száma 378 fő (2022. január 1.). Saint-Blaise Andilly, Copponex, Cruseilles és Présilly községekkel határos.

## Népesség
A település népessége az elmúlt években az alábbi módon változott:
| Lakosok száma | 351  | 351  | 354  | 350  | 351  | 351  | 358  | 372  | 378  |
|               | 2013 | 2015 | 2016 | 2017 | 2018 | 2019 | 2020 | 2021 | 2022 |